# Marcgravia hartii
Marcgravia hartii är en tvåhjärtbladig växtart som beskrevs av Carl Karl Wilhelm Leopold Krug och Urb. Marcgravia hartii ingår i släktet Marcgravia och familjen Marcgraviaceae. Inga underarter finns listade i Catalogue of Life.